# Sonni Nattestad
Sonni Ragnar Nattestad (ur. 5 sierpnia 1994 w Thorshavn) – farerski piłkarz występujący na pozycji obrońcy w klubie Hafnarfjarðar (obecnie wypożyczony do Fylkir) oraz w reprezentacji Wysp Owczych.

## Kariera klubowa
Nattestad rozpoczynał karierę w klubie MB Miðvágur, grającym wówczas w trzeciej lidze archipelagu Wysp Owczych. W roku 2010 rozegrał dla klubu jeden mecz przeciwko Víkingur III Gøta. Jego klub znalazł się zaś na ostatniej, dziesiątej pozycji w tabeli, co sprawiło, że spadł do najniższego poziomu rozgrywek. Następnie przeniósł się do 07 Vestur, gdzie w pierwszym sezonie rozegrał szesnaście spotkań dla drugiego składu oraz siedem dla pierwszego. Zdobył także bramkę w meczu 07 II Vestur – Víkingur II Gøta (2:5) 17 maja 2011 roku. Podczas kolejnego sezonu, gdy pierwszy skład relegowano do niższego poziomu rozgrywek po zajęciu dziewiątego miejsca w tabeli, Nattestad wystąpił w siedemnastu spotkaniach, jedynie raz reprezentując drugą drużynę. Zdobył też cztery bramki w rozgrywkach drugoligowych.
Od roku 2013 Nattestad grał w duńskim pierwszoligowym FC Midtjylland. Zadebiutował w przegranym 0:3 meczu przeciwko Esbjerg fB w 3 listopada 2013. W tym samym miesiącu zagrał dla swojego klubu jeszcze dwa razy. W sierpniu 2014 roku zawodnik został wypożyczony do drugoligowego AC Horsens. W barwach tej drużyny rozegrał trzynaście spotkań, a zadebiutował 17 sierpnia w wygranym 1:0 ligowym meczu z Akademisk BK. Grając przeciwko tej samej drużynie strzelił także pierwszą ze swoich dwóch bramek zdobytych dla Horsens 19 października tego samego roku. Mimo że umowa wypożyczenia miała trwać do lata 2015 Nattestad zdecydował się zakończyć ją wcześniej i powrócić do FC Midtjylland już na początku roku, z powodu finansowych problemów wypożyczającego klubu. W 2015 roku Nattestada wypożyczył klub Vejle BK, rozgrywający mecze w drugiej lidze duńskiej. Do końca sezonu zawodnik zagrał w siedmiu meczach, debiutując w spotkaniu przeciwko Brønshøj BK (1:0). W międzyczasie zagrał także swoje czwarte i ostatnie spotkanie w składzie FC Midtjylland. Vejle BK zajął piąte miejsce w tabeli ligowej.
W styczniu 2016 roku Nattestad podpisał umowę z islandzkim klubem Hafnarfjarðar. Zadebiutował 26 maja w meczu Pucharu Islandii przeciwko KF Fjallabyggðar, zakończonym zwycięstwem 9:0. Następnie zagrał jeszcze w dwóch meczach, a następnie na resztę sezonu wypożyczono go do Fylkir. Zadebiutował w nowym klubie 16 sierpnia w zremisowanym 1:1 meczu przeciwko Breiðablik UBK i rozegrał dotąd osiem meczów w jego barwach. Na koniec sezonu Fylkir zajął jedenastą, przedostatnią pozycję w lidze, tracąc do zajmującego miejsce dziesiąte Víkingur Ólafsvík dwa punkty, co spowodowało spadek do niższej klasy rozgrywek.

## Kariera reprezentacyjna
Nattestad po raz pierwszy reprezentował swój kraj 20 września 2010 roku w przegranym 0:3 spotkaniu reprezentacji U-17 przeciwko Słowacji. Łącznie w tej drużynie rozegrał 3 spotkania. 4 listopada 2011 zagrał po raz pierwszy w reprezentacji U-19 w meczu przeciwko Portugalii, który Wyspy Owcze przegrały 1:9. Następnie wystąpił jeszcze w pięciu spotkaniach. W reprezentacji U-21 zagrał pierwszy raz 7 czerwca 2013 w zremisowanym 2:2 meczu z Rumunią. Łącznie w tej kadrze zagrał siedem razy.
W składzie seniorskim wystąpił po raz pierwszy w towarzyskim meczu przeciwko Malcie 19 listopada 2013 roku (2:3). Pierwszą bramkę zdobył natomiast 7 października 2016 w meczu eliminacji do Mistrzostw Świata 2018 przeciwko Łotwie, który jego drużyna wygrała 2:0. Dotychczas zagrał w szesnastu meczach reprezentacji, a bramka przeciwko Łotwie jest jedyną w jego dorobku.

## Sukcesy

### Klubowe
07 Vestur
- Pierwsze miejsce w 1. deild (1x): 2012